# STS-41-D
（原来编号STS-14）是历史上第十二次航天飞机任务，也是发现号的首次太空飞行。

## 任务成员
- 亨利·哈特斯菲尔德（Henry W. Hartsfield，曾执行、以及任务），指令长
- 迈克尔·科茨（Michael Coats，曾执行、以及任务），飞行员
- 朱迪斯·蕾斯尼克（Judith Resnik，曾执行以及任务），任务专家
- 斯蒂芬·霍利（Steven Hawley，曾执行、以及任务），任务专家
- 理查德·穆莱恩（Richard Mullane，曾执行、以及任务），任务专家
- 查尔斯·沃克（Charles Walker，曾执行、以及任务），有效载荷专家